# 提尼斯
提尼斯（埃及語：Tjenu）是古埃及第一王朝的首都。虽然至今仍未发现它的遗址，但它的存在得到了许多古代作家文献的证明，包括古典历史学家曼涅托。让-弗朗索瓦·商博良和涅斯托耳·洛特将提尼斯定位在现代的吉尔贾或附近的城镇，可能是邻城El-Birba。提尼斯是提尼斯同盟的中心，而这个联盟的统帅是美尼斯（或那尔迈），他统一了埃及并成为了第一个法老。在第三王朝时期，王国的首都移往孟菲斯，这让提尼斯的地位急剧下降。在第一中间期，提尼斯位于相互敌对的赫拉克利奥坡里和底比斯王朝的边境线上。由于提尼斯离可能具有军事意义的绿洲很近，这让它在古王国时期和新王国时期都保持了重要地位。尽管如此，这也只是暂缓了提尼斯的衰落。到了罗马时期，提尼斯最终失去了它作为地方行政中心的地位。
由于有着丰富的古代遗产，提尼斯仍然是一个重要的宗教中心，并有着地区神祇的墓地和木乃伊。在古埃及宗教宇宙论中（例如死者之书），提尼斯在天国中有着神秘的位置。
尽管提尼斯的确切位置现在仍然不得而知，但是埃及学主流一致认为它在古城阿拜多斯和现代的城市吉爾賈附近。

## 名字和地点
提尼斯（Thinis）的名字来自于曼涅托用来形容法老美尼斯的形容词Thinite。
尽管相对应的词Thinis并没有出现于古希腊语，但因为它是直接来自于古埃及原文而受到了古埃及学家们的广泛接受。另外还有一些人用This来指代提尼斯。
在修正赫拉尼库斯（公元前490年）的一段文章时，格奥尔格·索伊加（Jörgen Zoega）将Τίνδων όνομα改成了Θιν δε οι όνομα.。马斯佩罗（Maspero）发现这个词的指的正是提尼斯，而且在同一段文章里还包含了一个重要的地理记号：επιποταμίη（意为“在河上”）。马斯佩罗（Maspero）用这个证据来支持提尼斯位于现代城市吉爾賈或邻城El-Birba附近的猜想，而这个猜想也得到了让-弗朗索瓦·商博良和内斯特·鲁特（Nestor L'Hôte）的支持。 随着这个猜想的兴起，支持其他假说的人越来越少：埃及博物馆的建立者和馆长奥古斯特·玛丽特（Auguste Mariette）认为提尼斯位于Kom el-Sultan；A. Schmidt，El-Kherbeh和海因里希·卡尔·布鲁格斯（Heinrich Karl Brugsch），约翰内斯·迪米兴（Johannes Dümichen）以及其他人认为提尼斯位于贝尔戴斯（Berdis）附近的El-Tineh。目前，埃及学主流认为提尼斯位于吉爾賈或El-Birba附近（据说曾经在此发现过一块提到提尼斯的雕像铭文残片）。

## 历史

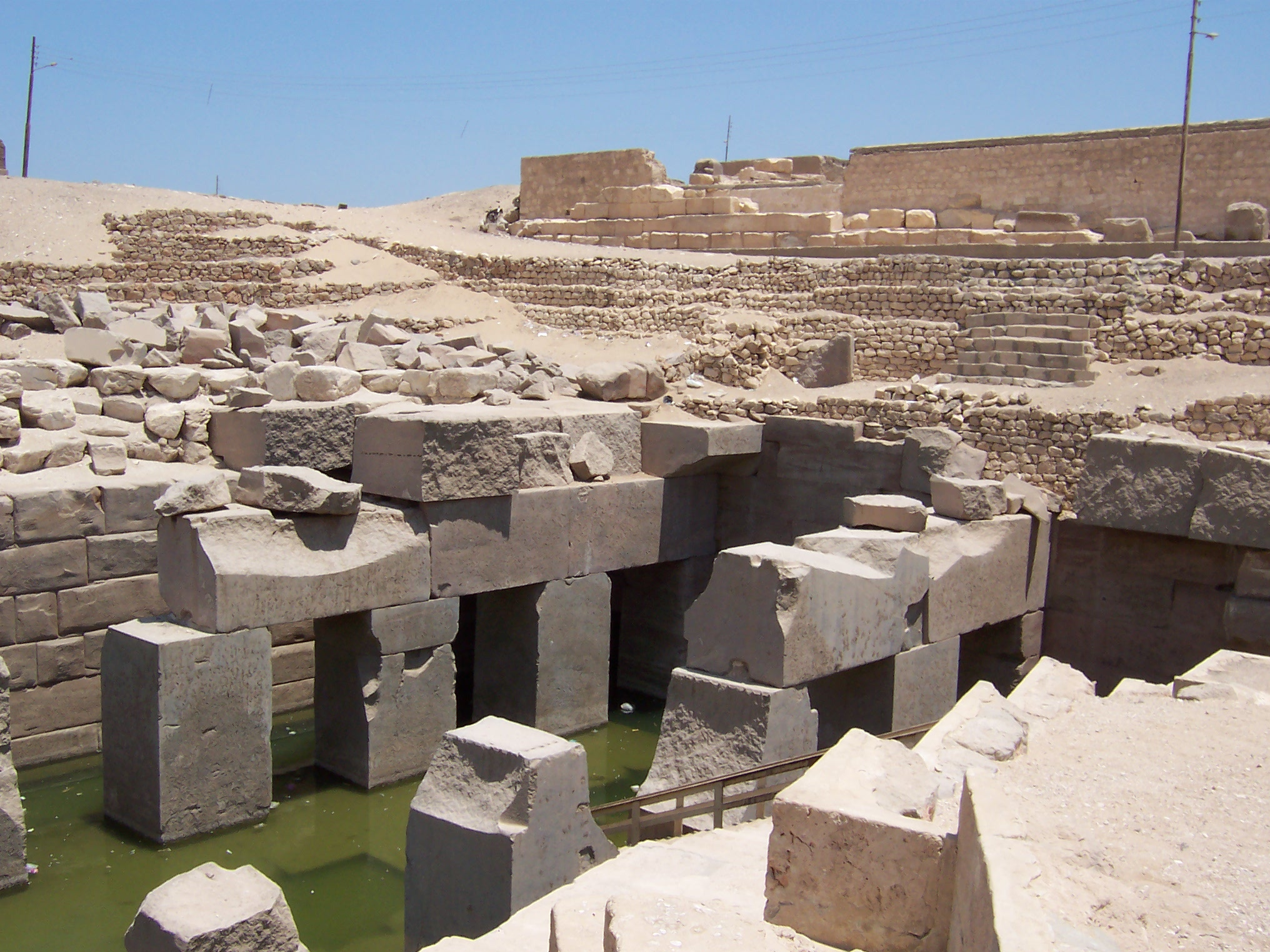
位于提尼斯附近的阿拜多斯（照片中为阿拜多斯的奥西里斯庙[Osireion]），在被提尼斯接替了政治地位之后仍然保留了宗教地位，并成了重要的宗教中心。

### 前王朝和早王朝时期
尽管提尼斯的遗址仍然没有被人们发现，关于人们在阿拜多斯-提尼斯地区聚居的证据能够追溯到公元前4千年。 提尼斯也是埃及最早的皇家墓葬区。
早期，提尼斯接替了阿拜多斯在政治上的重要地位。尽管阿拜多斯之后在宗教上仍然有着至高的作用，要理解它的历史和在古埃及的作用就不能将其与提尼斯分别开来。曼涅托曾记载道提尼斯在提尼斯联盟（第零王朝）至早王朝时期（确切的说是第一王朝和第二王朝时期）有着极其重要的地位。威尔金森（Wilkinson）认为这个记载应该能从阿拜多斯主要的地区性大墓地中第一王朝和第二王朝后期的皇家陵墓得到印证。

### 古王国时期

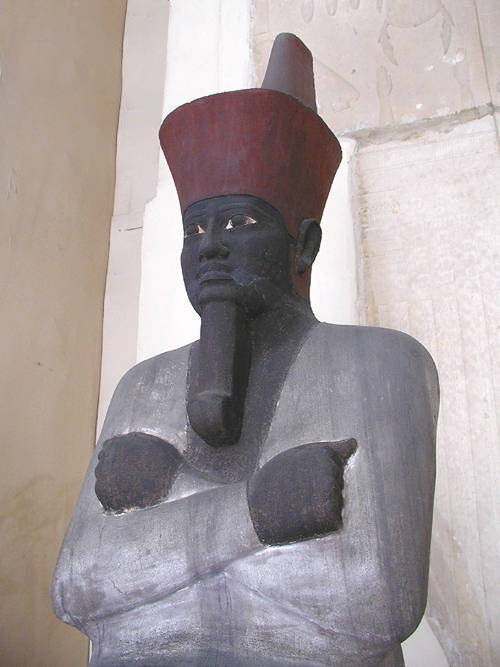
孟图霍特普二世，底比斯人所建立的第十一王朝的法老，他在谋求重新一统埃及的行动中成功将提尼斯置于底比斯人的统治之下。

提尼斯很快的就失去了它的重要地位：在第三王朝早期（公元前2686年），提尼斯失去了它在政治上的地位，而孟菲斯则接替它成了王国的主要宗教和政治中心。尽管如此，提尼斯仍保留了它于所在区域的重要性：在第五王朝，它可能是“上埃及监督者”（overseer of Upper Egypt）治所的所在地。这个职位主要负责管理位于尼罗河三角洲南方的尼罗河河谷。在整个时期，提尼斯都是上埃及第八诺姆首府，并是州政府的所在地。
在第一中间期（公元前2181至2055年）的战争中，希拉孔波利斯的州长安赫梯菲从提尼斯的“上埃及监督者”（overseer of Upper Egypt）处取得了他的领主地位。他的传记中提到尽管提尼斯的城墙能够让他对周边进行武力威慑，但他用谷物换来了提尼斯的中立权。
在安赫梯菲死后，提尼斯成了在底比斯人所建立的第十一王朝（公园前2118年至2069年）法老因提夫二世统治区域内最北方的一个诺姆。向北方扩张的底比斯军队受到了赫拉克利奥坡里人建立的第九王朝法老的抵抗，并在提尼斯爆发了一场战争，这场战争被记录于给法老梅利卡拉的教义（Teaching for King Merykara）中。在因提夫二世的统治后期，他一直致力于对赫拉克利奥坡里人以及他们的同盟的征战中，艾斯尤特的州长则管理着从提尼斯到艾斯尤特的广大地区。
随着底比斯人逐渐占领上风，孟图霍特普二世在他重新统一埃及的行动中夺取了提尼斯，而当时的提尼斯可能受赫拉克利奥坡里人的煽动而一直有着暴乱活动。在军队的支持和艾斯尤特州长的指挥下，他最终得到了对提尼斯的控制。
在第二中间期，提尼斯也许恢复了它的自治权：金·赖侯特（Kim Ryholt）认为应该将阿拜多斯王朝应该被称为“提尼斯王朝”，因为国王们的的王位位于提尼斯，而那个时候提尼斯已经是诺姆的首府了。

### 新王国时期及后期
提尼斯在埃及的地位逐渐的衰落下去，而这种情况在第十八王朝（公元前1550至1292年）的时候得到了停止。在这期间，提尼斯因为其地理位置靠近极具军事意义的绿洲而经历了一段时间的复苏。而提尼斯的市长也由几位在新王国时期的重要人物担任过：Satepihu，他参与了哈特谢普苏特方尖碑的修建工作。此外，还有一座按照他本人雕刻的块状雕像（Block statue）；因提夫一世的传令官，他同时也是皇室成员中不可或缺的一个人，并且他还是图特摩斯三世的旅行伙伴；以及Min，他是阿蒙霍特普三世的导师。
在这段时期，提尼斯还是持续的衰落了下去，变成了一座不怎么重要的定居点。一座公元前七世纪亚述石碑上错误的记载：“Nespamedu，提尼斯之王”反映了亚述人“对埃及精妙的政治等级制度的无知”。
到了罗马时期，提尼斯作为州府的地位被荷米欧（Hermiou）所取代了，而这一变动最早可能能追溯到托勒密一世时期。

## 宗教

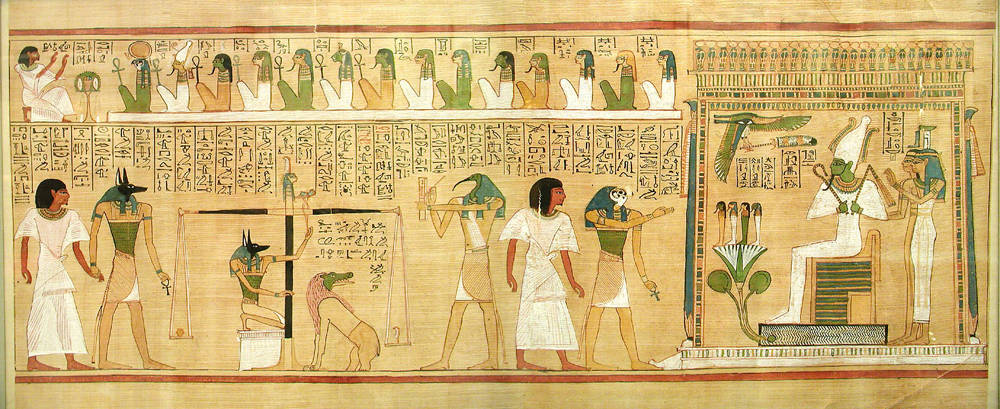
死者之书中的一幅画面（绿皮肤的欧西里斯坐在右边）。在古埃及宗教宇宙论中，提尼斯在天国中有着神秘的位置。

因为每一个诺姆都保有其守护神的木乃伊及坟墓，提尼斯有着安荷神的神庙，并是他的安息之所。他的称号包括“提尼斯之牛”（bull of Thinis），在他死后作为肯塔美翘（Khenti-Amentiu）受到人们的崇拜，同时，作为诺姆的保护神，它的名字会被放在地方九柱神的最前面。
提尼斯安赫神庙的高阶祭司被称为第一先知（first prophet）或首席预言家（chief of seers），马斯佩罗（Maspero）认为这个名字象征了提尼斯地位的降低。
有一位叫Anhurmose的首席预言家在死后并没有遵循他新王国的前任们的传统葬于阿拜多斯，而是选择了提尼斯作为他的安息之地。
狮女神梅希特也在提尼斯受到人们的崇拜，她的神庙在麦伦普塔的统治时期得到了修复，而修复工作可能是在Anhurmose的监督下进行的。
有证据显示安赫首席预言家的位置是以世袭的方式传承下去的：在赫拉克利奥坡里人统治时期，Hagi从他那也叫Hagi的长兄那继承了这个位置，而他的长兄的位置则是从他们的父亲那继承来的；除此之外，在新王国时期，雯内夫（Wennefer）将他的职位传给了他的儿子Hori。
在古埃及宗教宇宙论中，提尼斯在天国中有着神秘的位置。特别是在死者之书中，提尼斯在末世论中的重要性在一些仪式中被体现了出来：当欧西里斯神凯旋归来的时候“高兴地绕提尼斯游行”（joy goeth its round in Thinis），这里的提尼斯指的是天国中的提尼斯，而不是尘世间那座城市。